# Saison 2014-2015 du Magic d'Orlando
La saison 2014-2015 du Magic d'Orlando est la 26e saison de la franchise au sein de la NBA.

## Draft
| Tour | Choix | Joueur           | Poste | Nationalité | Provenance             |
| ---- | ----- | ---------------- | ----- | ----------- | ---------------------- |
| 1    | 4     | Aaron Gordon     | PF    | États-Unis  | Arizona                |
| 1    | 12    | Dario Šarić      | SF    | Croatie     | Anadolu Efes (Turquie) |
| 2    | 56    | Roy Devyn Marble | SG    | États-Unis  | Iowa                   |

## Classements de la saison régulière
| Conférence Est | Conférence Est         | Conférence Est | Conférence Est | Conférence Est | Conférence Est | Conférence Est | Conférence Est |
| No             | Franchise              | Vic.           | Déf.           | MJ             | MR             | % V/D          | RV             |
| -------------- | ---------------------- | -------------- | -------------- | -------------- | -------------- | -------------- | -------------- |
| 1              | Hawks d'Atlanta        | 60             | 22             | 82             | 0              | 73,2%          | -              |
| 2              | Cavaliers de Cleveland | 53             | 29             | 82             | 0              | 64,6%          | 7              |
| 3              | Bulls de Chicago       | 50             | 32             | 82             | 0              | 61,0%          | 10             |
| 4              | Raptors de Toronto     | 49             | 33             | 82             | 0              | 59,8%          | 11             |
| 5              | Wizards de Washington  | 46             | 36             | 82             | 0              | 56,1%          | 14             |
| 6              | Bucks de Milwaukee     | 41             | 41             | 82             | 0              | 50,0%          | 19             |
| 7              | Celtics de Boston      | 40             | 42             | 82             | 0              | 48,8%          | 20             |
| 8              | Nets de Brooklyn       | 38             | 44             | 82             | 0              | 46,3%          | 22             |
|                |                        |                |                |                |                |                |                |
| 9              | Pacers de l'Indiana    | 38             | 44             | 82             | 0              | 46,3%          | 22             |
| 10             | Heat de Miami          | 37             | 45             | 82             | 0              | 45,1%          | 23             |
| 11             | Hornets de Charlotte   | 33             | 49             | 82             | 0              | 40,2%          | 27             |
| 12             | Pistons de Détroit     | 32             | 50             | 82             | 0              | 39,0%          | 28             |
| 13             | Magic d'Orlando        | 25             | 57             | 82             | 0              | 30,5%          | 35             |
| 14             | 76ers de Philadelphie  | 18             | 64             | 82             | 0              | 22,0%          | 42             |
| 15             | Knicks de New York     | 17             | 65             | 82             | 0              | 20,7%          | 43             |

| Division Sud-Est     | V  | D  | MJ | % V/D | GB | Dom   | Ext   | Div  | Conf  |
| -------------------- | -- | -- | -- | ----- | -- | ----- | ----- | ---- | ----- |
| Hawks d'Atlanta      | 60 | 22 | 82 | 73,2% | -  | 35-6  | 25-16 | 12-4 | 38-14 |
| Washington Wizards   | 46 | 36 | 82 | 56,1% | 14 | 29-12 | 17-24 | 10-6 | 30-22 |
| Heat de Miami        | 37 | 45 | 82 | 45,1% | 23 | 20-21 | 17-24 | 6-10 | 25-27 |
| Hornets de Charlotte | 33 | 49 | 82 | 40,2% | 27 | 19-22 | 14-27 | 8-8  | 25-27 |
| Magic d'Orlando      | 25 | 57 | 82 | 30,5% | 35 | 13-28 | 12-29 | 4-12 | 15-37 |

## Effectif
| Magic d'Orlando Effectif 2014-2015 |    |                        |                    |                     |
| Entraîneur : James Borrego         |    |                        |                    |                     |
| Pivot                              | 3  | Drapeau des États-Unis | Dewayne Dedmon     | Southern California |
| Arrière                            | 10 | Drapeau de la France   | Evan Fournier      | France              |
| Ailier fort / Pivot                | 8  | Drapeau des États-Unis | Channing Frye      | Arizona             |
| Ailier fort                        | 00 | Drapeau des États-Unis | Aaron Gordon       | Arizona             |
| Arrière                            | 7  | Drapeau des États-Unis | Ben Gordon         | Connecticut         |
| Meneur                             | 34 | Drapeau des États-Unis | Willie Green       | Detroit             |
| Ailier                             | 21 | Drapeau des États-Unis | Maurice Harkless   | St. John's          |
| Ailier                             | 12 | Drapeau des États-Unis | Tobias Harris (C)  | Tennessee           |
| Arrière / Ailier                   | 11 | Drapeau des États-Unis | Devyn Marble       | Iowa                |
| Ailier                             | 44 | Drapeau des États-Unis | Andrew Nicholson   | St. Bonaventure     |
| Ailier fort / Pivot                | 2  | Drapeau des États-Unis | Kyle O'Quinn       | Norfolk State       |
| Arrière                            | 5  | Drapeau des États-Unis | Victor Oladipo (C) | Indiana             |
| Meneur                             | 4  | Drapeau des États-Unis | Elfrid Payton      | Louisiana           |
| Meneur                             | 13 | Drapeau des États-Unis | Luke Ridnour       | Oregon              |
| Pivot                              | 9  | Drapeau du Monténégro  | Nikola Vučević     | Southern California |
| (C) - Capitaine, Blessé            |    |                        |                    |                     |